# Попытка военного переворота в Габоне (2019)
Попытка военного переворота в Габоне произошла 7 января 2019 года в результате действий «Патриотического молодёжного движения военных и спецслужб Габона» из армии Габона.

## Хронология

### Предыстория
24 октября 2018 года президент Габона Али Бонго Ондимба перенёс инсульт. Он был госпитализирован в клинику Эр-Рияда. Во время переворота президент находился в Марокко, где проходил медицинское лечение.
31 декабря 2018 года президент в новогоднем телеобращении к народу страны сообщил, что чувствует себя хорошо и продолжает работать.
2 января 2019 года по приказу президента США Дональда Трампа, в Габон были направлены 80 военнослужащих для обеспечения безопасности американских граждан, которые находятся в Демократической республике Конго в момент обострения ситуации после прошедших там всеобщих выборов.

### Переворот
7 января 2019 года, около 4:00 по местному времени, десять военных-заговорщиков из состава Республиканской гвардии Габона (фактически составляет гарнизон столицы), вооруженные стрелковым оружием, на нескольких военных джипах прибыли в офис государственной радиовещательной станции Габона в Либревиле. Они заблокировали все подходы к зданию с помощью военной техники и получили доступ в прямой эфир. Коммюнике от имени армии в прямом эфире зачитал 26-летний лейтенант Келли Ондо Обианг, сообщивший, что в ближайшие часы будет создан «Национальный совет реставрации»  для «восстановления демократии». Новогоднее обращение президента, который не мог двигать правой рукой и с трудом выговаривал слова, военный назвал «жалким зрелищем» и «бесконечной попыткой зацепиться за власть». В своём заявлении лейтенант также обозначил, что переворот направлен против того, «кто трусливо убил юных патриотов» в августе 2016 года. Также он призвал население Габона поддержать путчистов, зачитав в прямом эфире воззвание:

Наступил долгожданный день, когда армия решила встать на сторону народа, чтобы защитить Габон от наступающего хаоса. Если вы едете – остановитесь, если вы едите – остановитесь, если вы пьёте – остановитесь, если вы спите – проснитесь! Разбудите соседей и возьмите под контроль улицы!

Пресс-секретарь президента заявил, что Али Бонго Ондимба вскоре выступит с обращением к нации.
Около 300 человек, откликнувшись на призыв путчистов, вышли на улицы города, собрав стихийный митинг у здания государственной радиовещательной станции, однако вскоре они были разогнаны верными правительству частями и полицией с применением слезоточивого газа.
Согласно источнику радио RFI в вооружённых силах страны, армия в целом не поддержала путчистов. В это же время в Либревиле около 10:00 — 10:30 утра была слышна интенсивная стрельба, — как стало известно позже, это полицейские подразделения, верные правительству, штурмовали захваченную путчистами радиовещательную станцию, в которой также (по словам правительства) удерживались заложники. Кроме того, в городе был отключён интернет, а в некоторых районах не было электричества.
Позднее, около 11:00 утра, министр по делам коммуникаций Ги-Бертран Мапонга заявил, что четверо из пяти главных путчистов были арестованы, а ещё один объявлен в розыск и что ситуация в столице полностью под контролем правительства. Позже стало известно, что при штурме радиовещательной станции в перестрелке с органами правопорядка были убиты 2 путчиста, ещё 7, включая лидера мятежа, лейтенанта Келли Ондо Обианга, были арестованы, один сумел скрыться, но в тот же вечер был задержан при попытке покинуть столицу. Правительственные силы потеряли при штурме захваченной радиовещательной станции трёх человек ранеными.

## Международная реакция
7 января 2019 года Африканский союз выступил с осуждением мятежников. «Африканский союз жестко осуждает попытку путча этим утром в Габоне. Я подтверждаю полную неприемлемость для Африканского союза любой формы неконституционной смены власти», — написал на своей странице в Twitter председатель Комиссии союза Муса Факи Махамат. МИД Франции также раскритиковало действия путчистов. «Стабильность Габона может быть обеспечена только в строгом соответствии с положениями конституции», заявил пресс-секретарь министерства. Такую же позицию заняли официальные представители ЮАР, Египта, Турции, Нигерии и Чада.

## Суд и приговор
После задержания все заговорщики содержались в центральной тюрьме Либревиля. 18 июня 2021 года над ними начался судебный процесс, который уже 1 июля 2021 года признал лейтенанта Келли Ондо Обианга, прапорщиков Димитри Нзе Мекома и Бидима Манонго главными идейными вдохновителями и лидерами неудавшегося путча, назначив им в качестве наказания по 15 лет лишения свободы каждому. Также они были с позором исключены из состава вооруженных сил Габона и обязаны выплатить компенсацию государству размером в 31 млн Центральноафриканских франков. Остальные участники путча были оправданы и освобождены из под стражи прямо в зале суда.
12 августа 2025 года находившиеся в заключении участники неудавшегося путча были амнистированы и вышли на свободу. .